# Jóhan Hendrik Weyhe
Jóhan Hendrik Weyhe var lagmand på Færøerne fra 1679 til 1706.
Jóhan Hendrik Weyhe var født på Færøerne og søstersøn til den berygtede Christoffer Gabel. Weyhe var øernes største jordbesidder og ejede ved sin død 48 merkur jord. Han var gift med den tidligere lagmand Jógvan Poulsens datter og svigerfar til Sámal Pætursson Lamhauge, der efterfulgte ham i lagmandsembedet.